# Dinosaur (Colorado)
Dinosaur es un pueblo ubicado en el condado de Moffat en el estado estadounidense de Colorado. En el Censo de 2010 tenía una población de 339 habitantes y una densidad poblacional de 166,74 personas por km².

## Geografía
Dinosaur se encuentra ubicado en las coordenadas 40°14′26″N 109°0′31″O / 40.24056, -109.00861. Según la Oficina del Censo de los Estados Unidos, Dinosaur tiene una superficie total de 2.03 km², de la cual 2.03 km² corresponden a tierra firme y (0%) 0 km² es agua.

## Demografía
Según el censo de 2010, había 339 personas residiendo en Dinosaur. La densidad de población era de 166,74 hab./km². De los 339 habitantes, Dinosaur estaba compuesto por el 94.99% blancos, el 0.59% eran afroamericanos, el 2.95% eran amerindios, el 0.29% eran asiáticos, el 0% eran isleños del Pacífico, el 0.59% eran de otras razas y el 0.59% pertenecían a dos o más razas. Del total de la población el 7.96% eran hispanos o latinos de cualquier raza.